# Алексин (град)
Вижте пояснителната страница за други значения на Алексин.
Але́ксин (на руски: Алексин) е град в Русия, Тулска област, административен център на Алексински район.

## География
Населението на града е 57 892 души към 1 януари 2018 година.
Градът е разположен на 59 км северозападно от Тула, на 69 км източно от Калуга и на 150 км южно от столицата Москва.

## Известни личности
Родени в Алексин
- Христина Калчева (р. 1977), българска лекоатлетка, световна шампионка на висок скок в зала (1999)